# 哈里森·迪拉德
威廉·哈里森·“博恩斯”·迪拉德（英語：William Harrison "Bones" Dillard，1923年7月8日—2019年11月15日），美国男子田径运动员。他曾获得4枚奥运会金牌，是奥运会历史上唯一在男子100米和110米跨栏比赛中均获得金牌的运动员。他也参加了1953年马加比厄运动会，并获得男子110米跨栏金牌。
2019年11月15日因肺癌病逝，享耆壽96歲。

## 延伸阅读
- McGraw, Daniel. . The Undefeated. 2016-07-12  [2017-02-27]. （原始内容存档于2020-11-24）.